# Magni Smedås
Magni Smedås  (* 17. Juni 1995) ist eine norwegische Skilangläuferin.

## Werdegang
Smedås, die für den Lillehammer Skiklub startet, trat international erstmals beim Europäischen Olympischen Winter-Jugendfestival 2013 in Predeal in Erscheinung. Dort belegte sie jeweils den 23. Platz im Sprint und über 7,5 km Freistil sowie den 17. Rang über 5 km klassisch. Im Februar 2014 lief sie in Meråker ihre ersten Rennen im Scandinavian-Cup und kam dabei auf den 26. Platz im 20-km-Massenstartrennen und auf den 21. Platz über 10 km Freistil. Im folgenden Monat wurde sie norwegische Juniorenmeisterin über 15 km klassisch und errang bei den norwegischen Meisterschaften zusammen mit Therese Johaug den dritten Platz im Teamsprint. Ihr Debüt im Weltcup hatte sie im Februar 2019 in Cogne. Dort holte sie mit dem 30. Platz im Sprint ihren ersten Weltcuppunkt. In der Saison 2019/20 kam sie im Weltcup zehnmal in die Punkteränge, darunter Platz 20 bei der Tour de Ski 2019/20 und belegte damit den 39. Platz im Gesamtweltcup. In der Saison 2021/22 errang sie mit drei dritten Plätzen den sechsten Platz in der Gesamtwertung des Scandinavian-Cups.

## Siege bei Ski-Classics-Rennen
| Nr. | Datum            | Ort                          | Rennen            | Disziplin                   |
| --- | ---------------- | ---------------------------- | ----------------- | --------------------------- |
| 1.  | 29. Januar 2023  | Val di Fiemme / Val di Fassa | Marcialonga       | 70 km klassisch Massenstart |
| 2.  | 12. Februar 2023 | Bedřichov                    | Isergebirgslauf   | 50 km klassisch Massenstart |
| 3.  | 20. Januar 2024  | Zuoz                         | La Diagonela      | 55 km klassisch Massenstart |
| 4.  | 17. März 2024    | Lillehammer                  | Birkebeinerrennet | 54 km klassisch Massenstart |
| 5.  | 7. April 2024    | Bardufoss                    | Summit 2 Senja    | 60 km klassisch Massenstart |